# Triatlon in Suriname
Triatlon is in Suriname een sport die in 1985 voor het eerst werd georganiseerd over een verkorte afstand. De overkoepelende sportorganisatie is de Surinaamse Triathlon Unie (STU). Deze is aangesloten bij het Surinaams Olympisch Comité, de Pan American Triathlon Confederation en de International Triathlon Union.

## Geschiedenis
Triathlon is een relatief jonge meerkampsport die op 18 februari 1978 voor het eerst werd gehouden op Hawaï. De eerste triatlon van Suriname werd op 17 februari 1985 georganiseerd tijdens het 22-jarige jubileum van de zwemvereniging Neptunes. Hierbij ging het nog om een mini-triatlon waarbij een kilometer werd gezwommen, 25 kilometer werd gefietst en 4,2 kilometer werd hardgelopen. De winnaar bij de mannen was Raoul Samson die de afstanden overbrugde in 1 uur 19 minuten en 29 seconden. De winnaar bij de vrouwen was Christel van Lierop met een tijd van 1 uur 40 minuten en 9 seconden. Verder wonnen Anne de Vries en Marlene Simons-Diaz bij de veteranen. In 1988 werd de eerste internationale triatlon in Suriname gehouden.
In oktober 2019 deed een record aantal deelnemers mee aan de Staatsolie-Parima Sprint & Olympic Distance Triatlon. Parima is de naam van een zwembad in Paramaribo. De wedstrijd werd niet alleen gesponsord door de Staatsolie Maatschappij Suriname; door stimulering onder haar werknemers deden 160 van hen mee aan de triatlon: alle vier directieleden, 20% van het managementteam en 15% van alle medewerkers.